# Austrian International 1976
Die Austrian International 1976 fanden als offene internationale Meisterschaften von Österreich im Badminton vom 26. bis zum 28. November 1976 in Weiz statt. Es war die neunte Austragung der Titelkämpfe.

## Titelträger
| Disziplin    | Sieger                               |
| ------------ | ------------------------------------ |
| Herreneinzel | Hermann Fröhlich                     |
| Dameneinzel  | Taťána Pravdová                      |
| Herrendoppel | Franz Beinvogl Günter Swoboda        |
| Damendoppel  | Jutta Vogel Elke Weber               |
| Mixed        | Konstantin Holobradý Taťána Pravdová |

## Finalresultate
| Disziplin    | Sieger                               | Finalist                         | Ergebnis            |
| ------------ | ------------------------------------ | -------------------------------- | ------------------- |
| Herreneinzel | Hermann Fröhlich                     | Gregor Berden                    | 15–8, 15–8          |
| Dameneinzel  | Taťána Pravdová                      | Éva Cserni                       | 11–7, 6–11, 11–1    |
| Herrendoppel | Franz Beinvogl Günter Swoboda        | Gregor Berden Stane Koprivšek    | 18–14, 10–15, 15–10 |
| Damendoppel  | Jutta Vogel Elke Weber               | Taťána Pravdová Jiřína Hubertová | 15–7, 15–9          |
| Mixed        | Konstantin Holobradý Taťána Pravdová | Günter Swoboda Christa Feser     | 18–16, 15–4         |